# Jean Forton
Pour les articles homonymes, voir Forton.

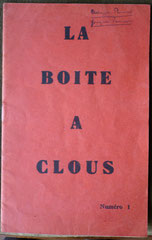
Numéro 1 de la revue créée par le jeune Forton et Michel Parisot. Notez l'absence d'accent circonflexe selon le désir de l'auteur.

Jean Forton, est un écrivain français né le 16 juin 1930 à Bordeaux. Il n'a jamais quitté cette ville « exagérément belle », où il est mort le 11 mai 1982.

## Biographie
Fils d’un père chirurgien, il perd celui-ci à l’âge de huit ans. Sa mère reprend des études de pharmacie pour finir d’élever son jeune fils et ses deux filles cadettes, Anne-Marie et Marie-Claire. À seize ans, Jean Forton, qui a contracté une pleurésie, interrompt ses études pour aller se soigner dans le Valais et prend conscience de sa vocation littéraire.
Revenu à Bordeaux, il envisage des études de cinéma, puis de libraire.
En 1950, avec son ami Michel Parisot, il fonde une revue culturelle patronnée par François Mauriac et Jean Cocteau, La Boite à clous (écrit sans accent circonflexe, ainsi que le voulait Forton qui désirait garder le secret sur les raisons personnelles de ce choix) . Il y écrit aussi bien des articles sur la littérature que sur le cinéma et la musique, ses deux autres passions. La revue accueille, aux côtés de jeunes auteurs inconnus, des noms célèbres comme Max Jacob, Marcel Béalu, Louis Émié, Armand Lanoux, Roland Laudenbach (Michel Braspart), Chris Marker, René de Obaldia, Pierre Seghers, André de Richaud, Claude-Henri Rocquet, Robert Sabatier, Maurice Toesca et le grand aîné bordelais : Raymond Guérin. De ce dernier, Forton publie, en 1950, un texte inédit, Du côté de chez Malaparte, qui raconte la visite de Guérin au célèbre auteur italien dans sa villa de Capri. Les pertes financières occasionnées par cette publication sonnent le glas de la revue au bout de 12 numéros.
L’année suivante, Seghers édite une longue nouvelle de Forton, Le Terrain vague. Sur le plan privé, l’année 1951 marque aussi un tournant pour le jeune romancier, puisqu’il épouse Janine Franza, avec qui il aura deux enfants, et ouvre la librairie Montaigne, qui se spécialisera assez vite dans les ouvrages techniques de droit.
En 1954, Jean Forton propose un premier roman, Charmoz, à Jean Cayrol, son compatriote bordelais, lecteur aux éditions du Seuil, qui le refuse tout en encourageant le jeune auteur à poursuivre dans la voie de l'écriture. Sous le titre La Ville fermée, Forton envoie ensuite son manuscrit à Jacques Lemarchand, lecteur aux éditions Gallimard, qui lui conseille de le réécrire. Ce roman ne sera finalement jamais publié. 
Entre-temps, en mai 1954, Jacques Lemarchand accepte le manuscrit de La Fuite, dont l’action se situe à Bayonne. Ce sera le premier roman de Forton publié par les Éditions Gallimard.
Six autres romans suivent au rythme d’un par an en moyenne, tous publiés chez Gallimard :
- L'Herbe haute, en 1955, roman paysan qui prend pour cadre la campagne pyrénéenne ;
- L'Oncle Léon, en 1956, qui met en scène un vaincu de la vie dont le seul don est de prédire l’issue des matches de boxe ;
- La Cendre aux yeux, en 1957, considéré comme son chef-d’œuvre, où l'on voit un Don Juan sans envergure séduire une toute jeune fille, et qui obtiendra le prix Fénéon en 1959. C'est le premier roman de Forton à concourir pour le Goncourt. Tous les romans qui suivront feront également partie des favoris pour ce grand prix littéraire ;
- Cantemerle, roman pour enfants, également en 1957 ;
- Le Grand Mal en 1959, qui traite l’un des sujets de prédilection de Forton : l’ambiguïté de l’enfance et de l’adolescence. Ce roman obtint le Grand Prix de la Ville de Bordeaux en 1970 ;
- L'Épingle du jeu, en 1960, qui marque l’apogée de sa carrière et le début de sa chute. Car ce roman, qui dénonce les méthodes sadiques d’un collège jésuite sous l’Occupation à Bordeaux, déchaîne une violente polémique dans le milieu littéraire. Victime d’une véritable cabale de dévots, Forton voit le Goncourt lui échapper de très peu.

Six ans de silence précèdent la parution, toujours chez Gallimard, du dernier roman publié du vivant de l’auteur : Les Sables mouvants, en 1966. Forton se verra ensuite refuser le manuscrit de L’Enfant roi par son éditeur de toujours. Il meurt en 1982 d’un cancer du poumon, sans avoir publié d’autres œuvres que des nouvelles dans la presse locale. 
Il  faut attendre 1995 pour que Le Dilettante fasse redécouvrir Jean Forton au public avec la publication de L’Enfant roi, resté inédit, et la réédition de Les Sables mouvants en 1997.
En 2002 et en 2003, l’éditeur bordelais Finitude a publié deux recueils de nouvelles inédites de Forton : Pour passer le temps et Jours de chaleur. L’art de Forton a été salué unanimement par la critique dans ces nouvelles qui sont des bijoux d’humour et de sensibilité.
Cet auteur reste toujours d'actualité puisque, en octobre 2009, Le Dilettante a réédité La Cendre aux yeux, son œuvre la plus sulfureuse, tandis que Finitude a publié l'un de ses inédits, Le Salut et la Grâce, sous le titre de Sainte Famille.
Enfin, en novembre 2012, son dernier roman inédit, La vraie vie est ailleurs, est paru chez Le Dilettante.

## Œuvres
- Le Terrain vague (nouvelle), Pierre Seghers, éditeur, Paris, 1951, réédit. dans Jean Forton, un écrivain dans la ville, ouvrage collectif, Le Festin, Bordeaux, 2000.
- La Fuite (roman), Gallimard, Paris, 1954 (réédit. 1983).
- L'Herbe haute (roman), Gallimard, Paris, 1955.
- L'Oncle Léon (roman), Gallimard, Paris, 1956.
- La Cendre aux yeux (roman), Gallimard, Paris, 1957 (réédit. 1983) ; édition italienne : La Cenere negli occhi, Aldo Garzanti, 1958 ; édition américaine : Isabelle, Criterion Books (New-York), 1959 ; édition anglaise : A wolf adventuring, Jonathan Cape Limited (Londres), édition de poche par Penguin books. Réédition par Le Dilettante (postface de Catherine Rabier-Darnaudet), Paris, 2009. Édition allemande par Graf Verlag, Munich, 2011. Édition espagnole par Blackie Books, Barcelone, 2012.
- Cantemerle (roman), « La Bibliothèque blanche », Gallimard, Paris, 1957.
- Le Grand Mal (roman), Gallimard, Paris, 1959 ; édition anglaise : The Harm is done, Jonathan Cape Limited (Londres), 1961, édition de poche chez Editions Panther Book ; édition américaine, Criterion Books (New-York), 1961. Roman en course pour le prix Goncourt. Réédition par L'Éveilleur (postface de Catherine Rabier-Darnaudet), Bordeaux, 2018.
- L'Épingle du jeu (roman), Gallimard, Paris, 1960 (réédit. 1997) ; réédit. « L'Imaginaire », Gallimard, Paris, 2001 ; édition anglaise : The better part of valour, Jonathan Cape Limited, 1963.  Roman en course pour le prix Goncourt.
- Les Sables mouvants (roman), Gallimard, Paris, 1966 ; réédit. (postface de Dominique Gaultier), Le Dilettante, Paris, 1997.
- L'Enfant roi (roman), (préface de Pierre Veilletet), Le Dilettante, Paris, 1995.
- Pour passer le temps (nouvelles), (avant-propos de David Vincent), éditions Finitude, Bordeaux, 2002.
- Jours de chaleur (nouvelles), Finitude, Bordeaux, 2003.
- Sainte famille (titre original : Le Salut et la Grâce) (roman), Finitude, Bordeaux, 2009.
- La vraie vie est ailleurs (roman), Le Dilettante, Paris, novembre 2012.
- Toutes les nouvelles (nouvelles), Finitude, Bordeaux, 2013 (toutes les nouvelles publiées par Finitude dans les deux premiers recueils avec trois nouvelles inédites).

## Études sur Jean Forton
- Jean Forton, un écrivain dans la ville, ouvrage collectif, Le Festin, Bordeaux, 2000
- Catherine Rabier-Darnaudet, Les mécanismes de la revie littéraire. Jean Forton, revie ou survie ?, Roman 20-50, no 44, décembre 2007.
- Catherine Rabier-Darnaudet, Deux inédits de Jean Forton : pièces archéologiques ou chefs-d'œuvre ignorés ? (article sur La Ville fermée et Le Salut et la Grâce), Roman 20-50, no 48, décembre 2009.

### Sources
- Catherine Rabier-Darnaudet, Étude de la réception d'une œuvre littéraire : Jean Forton, écrivain oublié ? , Thèse de littérature française, dir. Jean-Pierre Goldenstein et Joëlle Réthoré, Université du Maine, Le Mans, 2006.
- Mensuel Le Spectacle du Monde, mai 2013, article Jean Forton, romancier de l'inquiète adolescence par Philippe d'Hugues, pages 68 à 70.